# Sam McMurray
Samuel McMurray (nacido el 15 de abril de 1952) es un actor estadounidense. Es conocido por sus papeles como el dentista Vic Schweiber en Freaks and Geeks, el supervisor Patrick O'Boyle en la serie de comedia de CBS The King of Queens, Trent Culpepper en la comedia Cristela y por interpretar a Roy en la serie de televisión familiar Dinosaurios. También apareció como Doug en la comedia de NBC Friends y como Ned en la comedia de CBS Mom.

## Primeros años de vida
McMurray nació en la ciudad de Nueva York el 15 de abril de 1952, hijo de Jane (de soltera Hoffman) y Richard McMurray, ambos actores. Lesley Woods era su madrastra. McMurray es judío por parte de la familia de su madre e irlandés por parte de su padre. Vive en Bell Canyon, California.

## Carrera
Entre los créditos cinematográficos de McMurray se encuentran Raising Arizona, National Lampoon's Christmas Vacation, Muérete, bonita, L.A. Story, The Wizard como el padrastro de Jimmy, el Sr. Bateman, y C.H.U.D. En televisión, era un personaje habitual en The Tracey Ullman Show y desempeñaba un papel recurrente como el jefe de Chandler en Friends, también apareció en Los Jefferson, The King of Queens como el jefe de Doug y Deacon y también apareció en Recess, Freaks and Geeks, Home Improvement, Los Soprano, The Tick y Breaking Bad. También se destaca por ser la primera estrella invitada en Los Simpson.
McMurray obtuvo mucho reconocimiento internacional entre los jugadores por su papel como la voz de "BBC Newscaster/American Newscaster" en la expansión de Command & Conquer: Generals. También apareció en la película para televisión Holiday Engagement del 2011. Para la temporada de televisión 2014-2015, McMurray tuvo un papel principal como Trent Culpepper en la serie de comedia Cristela de ABC.

## Vida personal
McMurray estaba casado con la actriz Elizabeth Collins. Tienen dos hijas.

## Filmografía

### Películas
| Año  | Título                                | Papel                                                         |
| ---- | ------------------------------------- | ------------------------------------------------------------- |
| 1976 | The Front                             | Joven en fiesta                                               |
| 1980 | Union City                            | Joven vagabundo                                               |
| 1983 | Baby It's You                         | Sr. McManus                                                   |
| 1984 | C.H.U.D.                              | Oficial Crespi                                                |
| 1985 | Fast Forward                          | Clem Friedkin                                                 |
| 1987 | Raising Arizona                       | Glen                                                          |
| 1987 | Ray's Male Heterosexual Dance Hall    | Peter Harriman                                                |
| 1989 | National Lampoon's Christmas Vacation | Bill                                                          |
| 1989 | The Wizard                            | Bateman                                                       |
| 1990 | Little Vegas                          | Kreimach                                                      |
| 1991 | L.A. Story                            | Morris Frost                                                  |
| 1991 | Stone Cold                            | Lance                                                         |
| 1992 | Class Act                             | Skip Wankman                                                  |
| 1993 | Addams Family Values                  | Don Buckman                                                   |
| 1994 | Getting Even with Dad                 | Detective Alex Serransky                                      |
| 1996 | Dear God                              | Fiscal Federal                                                |
| 1997 | Savage                                | Edgar Wallace                                                 |
| 1998 | Slappy y los sucios                   | Anthony Boccoli                                               |
| 1999 | Baby Geniuses                         | Goon Bob                                                      |
| 1999 | The Mod Squad                         | Tricky                                                        |
| 1999 | Muérete, bonita                       | Lester Leeman                                                 |
| 1999 | Carlo's Wake                          | Jerry Brock                                                   |
| 2000 | Lucky Numbers                         | Jefe Troutman                                                 |
| 2002 | Lone Star State of Mind               | Sr. Smith                                                     |
| 2002 | Sunshine State                        | Todd Northrup                                                 |
| 2003 | Stealing Sinatra                      | Agent Stamek                                                  |
| 2005 | Confessions of an Action Star         | Jack Rumpkin                                                  |
| 2010 | A Little Help                         | Big Bad Dan                                                   |
| 2015 | Road Hard                             | Burt Crabtree                                                 |
| 2015 | Pearly Gates                          | Sol                                                           |
| 2015 | Jenny's Wedding                       | Denny O'Leary                                                 |
| 2017 | Americons                             | Kerry Stein                                                   |
| 2019 | Klaus                                 | Administrador de correos / Voces de adultos adicionales (voz) |

### Televisión
| Año       | Título                                   | Papel                                                                | Notas                                                       |
| --------- | ---------------------------------------- | -------------------------------------------------------------------- | ----------------------------------------------------------- |
| 1976      | Kojak                                    | Duke Peter Dushan                                                    | Episodio: "The Pride and the Princess"                      |
| 1979      | Los Jefferson                            | Howard Benson                                                        | Episodio: "Louise's Convention"                             |
| 1979      | The Ropers                               | Charles Remington                                                    | Episodio: "All Around the Clock"                            |
| 1979      | The Edge of Night                        | Phil                                                                 | 7 episodios                                                 |
| 1982      | Baker's Dozen                            | Harve Schoendorf                                                     | 6 episodios                                                 |
| 1983      | Ryan's Hope                              | Wes Leonard                                                          | Recurrente                                                  |
| 1984      | Miami Vice                               | Jimmy 'Jimbo' Walters                                                | Episodio: "Calderone's Return: Part 2 - Calderone's Demise" |
| 1986      | You Again?                               | Stu Angry                                                            | Episodio: "The D.J."                                        |
| 1986      | Hill Street Blues                        | Officer Gann                                                         | Episodio: "More Skinned Against Than Skinning"              |
| 1987      | Ohara                                    | Saxon                                                                | Episodio: "Darryl"                                          |
| 1987      | Moonlighting                             | Moe Highler                                                          | Episodio: "Blonde on Blonde"                                |
| 1987–1990 | El show de Tracey Ullman                 | Varios                                                               | 63 episodios                                                |
| 1988      | 21 Jump Street                           | Lt. Tony Brandt                                                      | Episodio: "Raising Marijuana"                               |
| 1988      | Head of the Class                        | Coach Finelli                                                        | Episodio: "The Refrigerator of Filmore High"                |
| 1988      | Empty Nest                               | Brent                                                                | Episodio: "Father of the Bride"                             |
| 1988–1989 | Dear John                                | Mike                                                                 | 2 episodios                                                 |
| 1989–1991 | Who's the Boss?                          | Mark Harper                                                          | 2 episodios                                                 |
| 1989      | Matlock                                  | Bart Hess                                                            | Episodio: "The Model"                                       |
| 1990      | The Golden Girls                         | Sr. Kane                                                             | Episodio: "Cheaters"                                        |
| 1990      | Los Simpson                              | Gulliver Dark / Empleado de SNPP / Voz del comercial de Duff (voces) | 2 episodios                                                 |
| 1990      | Married... with Children                 | Andy                                                                 | Episodio: "Dance Show"                                      |
| 1991–1994 | Dinosaurios                              | Roy Hess / Varios (voces)                                            | 50 episodios                                                |
| 1991      | Home Improvement                         | Rondall Kittleman                                                    | Episodio: "Satellite on a Hot Tim's Roof"                   |
| 1991      | Blossom                                  | Sergio                                                               | Episodio: "Run for the Border"                              |
| 1991      | Civil Wars                               | Walter Herrigan                                                      | Episodio: "Have Gun, Will Unravel"                          |
| 1992      | Sibs                                     | Channing                                                             | 2 episodios                                                 |
| 1992      | Parker Lewis Can't Lose                  | Sr. Rips                                                             | Episodio: "Goodbye Mr. Rips"                                |
| 1992      | Stand By Your Man                        | Roger Dunphy                                                         | 5 episodios                                                 |
| 1992      | Likely Suspects                          | Detective Marshak                                                    | 9 episodios                                                 |
| 1993      | Batman: la serie animada                 | Pierce (voz)                                                         | Episodio: "Birds of a Feather"                              |
| 1993      | Down the Shore                           | Ron                                                                  | Episodio: "Life's a Drag"                                   |
| 1993      | A League of Their Own                    | Jimmy Dugan                                                          | 6 episodios                                                 |
| 1993      | Bonkers                                  | Voces adicionales                                                    | 3 episodios                                                 |
| 1995      | El crítico                               | Cyrus Tompkins (voz)                                                 | Episodio: "Sherman, Woman and Child"                        |
| 1995      | Medicine Ball                            | Dr. Douglas McGill                                                   | 7 episodios                                                 |
| 1995      | Maybe This Time                          | Gary                                                                 | Episodio: "Maybe This Time"                                 |
| 1995–1997 | Deadly Games                             | Detective Dorn                                                       | 4 episodios                                                 |
| 1995      | Party of Five                            | Thomas                                                               | Episodio: "Change Partners... and Dance"                    |
| 1995–1997 | Pinky y Cerebro                          | Profesor de video / Hombre de impuestos #1 / Shawn (voces)           | 3 episodios                                                 |
| 1996      | Matt Waters                              | Charlie Sweet                                                        | 6 episodios                                                 |
| 1996      | Aaahh!!! Real Monsters                   | Mickey / Fred (voces)                                                | Episodio: "Krumm Gets Ahead / It's Only a Movie"            |
| 1997      | Wings                                    | Dennis Lundy                                                         | Episodio: "Hosed"                                           |
| 1997      | The Pretender                            | Morris Clancy                                                        | Episodio: "Prison Story"                                    |
| 1997      | Chicago Hope                             | Dr. David Stockton                                                   | 2 episodios                                                 |
| 1997      | Soul Man                                 | Oliver Marley                                                        | Episodio: "Cinderella and the Funeral"                      |
| 1997–2001 | Friends                                  | Doug                                                                 | 3 episodios                                                 |
| 1997      | Pearl                                    | Freddy Rizzo                                                         | Episodio: "The Two Mrs. Rizzos"                             |
| 1997      | Johnny Bravo                             | Pilot / Clown / Keith Doll (voces)                                   | 6 episodios                                                 |
| 1997–2000 | Recess                                   | Lt. Griswold / Bob Spinelli / Varios (voces)                         | 12 episodios                                                |
| 1997–2002 | ¡Oye, Arnold!                            | Buckley Lloyd / Robby Fisher (voces)                                 | 4 episodios                                                 |
| 1997–1998 | Living Single                            | Marco McCulloch                                                      | 2 episodios                                                 |
| 1998      | Diagnosis: Murder                        | Bob Bare                                                             | Episodio: "Baby Boom"                                       |
| 1998      | Las nuevas aventuras de Batman           | Ernie (voz)                                                          | Episodio: "Joker's Millions"                                |
| 1998      | Cosby                                    | Ken                                                                  | Episodio: "On The Rocks"                                    |
| 1998      | The Angry Beavers                        | Rodrick Snootwell (voz)                                              | Episodio: "Open Wide for Zombies" / "Dumbwaiters"           |
| 1999–2000 | Batman del futuro                        | Papá de Chelsea / Burn / Harry Tully (voz)                           | 4 episodios                                                 |
| 1999      | Tracey Takes On...                       | Dentist                                                              | Episodio: "Scandal"                                         |
| 1999      | Rugrats                                  | Zookeeper (voz)                                                      | Episodio: "Zoo Story / I Do"                                |
| 1999      | Los Thornberrys                          | Flip (voz)                                                           | Episodio: "You Otter Know"                                  |
| 2000      | Freaks and Geeks                         | Dr. Vic Schweiber                                                    | 3 episodios                                                 |
| 2001      | The Lot                                  | Milton Maxwell                                                       | Episodio: "The Accident"                                    |
| 2001      | Malcolm in the Middle                    | Officer Stockton                                                     | Episodio: "Traffic Ticket"                                  |
| 2001      | Yes, Dear                                | Dr. Bernstein                                                        | Episodio: "Doctor, Doctor"                                  |
| 2001      | Deadline                                 |                                                                      | Episodio: "Somebody's Fool"                                 |
| 2001      | Los Soprano                              | Dr. John Kennedy                                                     | Episodio: "Second Opinion"                                  |
| 2001-2004 | Lloyd in Space                           | Coach Antonio                                                        | 5 episodios                                                 |
| 2001–2006 | The King of Queens                       | Supervisor Patrick O'Boyle                                           | 16 episodios                                                |
| 2001      | Spin City                                | Daniel Bryant                                                        | Episodio: "You've Got Male"                                 |
| 2001      | The Tick                                 | The Immortal                                                         | Episodio: "The Funeral"                                     |
| 2001      | El Proyecto Zeta                         | Larry Lux (voz)                                                      | Episodio: "Ro's Reunion"                                    |
| 2001      | Reba                                     | Sr. Montgomery                                                       | Episodio: "Tea and Antipathy"                               |
| 2002      | Touched by an Angel                      | Norris                                                               | Episodio: "The Sixteenth Minute"                            |
| 2003      | Greetings from Tucson                    | Sr. Modica                                                           | Episodio: "Student Council"                                 |
| 2003      | Free for All                             | Douglas Jenkins                                                      | 7 episodios                                                 |
| 2004      | Liga de la justicia                      | Gilbert Halestrom / Jerry (voces)                                    | Episodio: "Fearful Symmetry"                                |
| 2005      | NYPD Blue                                | Teniente Jeff Henry                                                  | Episodio: "Bale to the Chief"                               |
| 2005      | Head Cases                               | Al Girard                                                            | Episodio: "S(elf) Help"                                     |
| 2005–2014 | The Boondocks                            | El director / Ed Wuncler II / Varios (voces)                         | 7 episodios                                                 |
| 2006      | That '70s Show                           | Larry                                                                | Episodio: "My Fairy King"                                   |
| 2006      | Huff                                     | Dr. Hoffman                                                          | 2 episodios                                                 |
| 2007      | Cold Case                                | Tom 'Z' Zimmerman                                                    | Episodio: "Blood on the Tracks"                             |
| 2007      | The Suite Life of Zack & Cody            | Bud                                                                  | 2 episodios                                                 |
| 2007      | Boston Legal                             | General Mark 'Fitz' Fitzgerald                                       | Episodio: "Do Tell"                                         |
| 2008–2009 | Head Case                                | Padre del Dr. Goode                                                  | 3 episodios                                                 |
| 2008      | ER                                       | Mike Landry                                                          | Episodio: "Tandem Repeats"                                  |
| 2009–2010 | Tracey Ullman's State of the Union       | Varios                                                               | 5 episodios                                                 |
| 2009      | Breaking Bad                             | Dr. Victor Bravenec                                                  | 2 episodios                                                 |
| 2009      | Glenn Martin, DDS                        | Tucker Wade (voz)                                                    | Episodio: "From Here to Fraternity"                         |
| 2010      | The Secret Life of the American Teenager |                                                                      | Episodio: "The Sound of Silence"                            |
| 2010–2011 | Pound Puppies                            | Rover / Dad (voces)                                                  | 2 episodios                                                 |
| 2011      | Raising Hope                             | Doctor Burwitz                                                       | Episodio: "Snip Snip"                                       |
| 2011      | Lights Out                               | Sacerdote en confesión                                               | Episodio: "War"                                             |
| 2011      | Then We Got Help!                        | Jan                                                                  | 2 episodios                                                 |
| 2011      | Desperate Housewives                     | Padre Dugan                                                          | Episodio: "Secrets That I Never Want to Know"               |
| 2011      | NCIS                                     | Vince Westfal                                                        | Episodio: "The Penelope Papers"                             |
| 2011      | Grey's Anatomy                           | Gus Moser                                                            | Episodio: "Poker Face"                                      |
| 2012      | Law & Order: Special Victims Unit        | Attorney                                                             | Episodio: "Rhodium Nights"                                  |
| 2012      | Scandal                                  | Pat Wexler                                                           | 4 episodios                                                 |
| 2013      | Wendell & Vinnie                         | Howard                                                               | Episodio: "Fathers of Fathers & Sons"                       |
| 2013–2018 | The Fosters                              | Frank Cooper                                                         | 5 episodios                                                 |
| 2014      | Murder in the First                      | Dexter Wesley                                                        | Episodio: "Blunt the Edge"                                  |
| 2014–2015 | Cristela                                 | Trent Culpepper                                                      | 22 episodios                                                |
| 2015      | Masters of Sex                           | Sr. Avery                                                            | Episodio: "Surrogates"                                      |
| 2016      | Devious Maids                            | Hugh Metzger                                                         | 4 episodios                                                 |
| 2016      | Bull                                     | Errol Windemere                                                      | Episodio: "Callisto"                                        |
| 2017      | Unbreakable Kimmy Schmidt                | Doug Gozer                                                           | Episodio: "Kimmy Pulls Off a Heist!"                        |
| 2017      | Ghosted                                  | Campbell McMasters                                                   | Episodio: "The Machine"                                     |
| 2018      | The Good Fight                           | Joe Swoboda                                                          | Episodio: "Day 415"                                         |
| 2018–2019 | Mom                                      | Ned                                                                  | 3 episodios                                                 |
| 2019      | Grace and Frankie                        | Vince                                                                | 2 episodios                                                 |
| 2019      | Elementary                               | Cameron Manarek                                                      | Episodio: "Red Light, Green Light"                          |
| 2020      | United We Fall                           | Dave Plonker                                                         | 2 episodios                                                 |
| 2022      | The Young and the Restless               | Dwight                                                               | 1 episodio                                                  |

#### Películas de televisión
| Año  | Título                               | Papel               |
| ---- | ------------------------------------ | ------------------- |
| 1985 | Out of the Darkness                  | Morrison            |
| 1986 | Adam: His Song Continues             | Teniente de policía |
| 1987 | Hands of a Stranger                  | Pearson             |
| 1987 | The Hope Division                    | Frank McGee         |
| 1988 | Take My Daughters, Please            |                     |
| 1994 | Attack of the 5 Ft. 2 In. Women      | Dick Langley        |
| 1996 | The Munsters' Scary Little Christmas | Herman Munster      |
| 1999 | Batman Beyond: The Movie             | Harry Tully (voz)   |
| 1999 | Soccer Dog: The Movie                | Shaw                |
| 2000 | The Amati Girls                      | Brian               |
| 2002 | Mom's on Strike                      |                     |
| 2003 | Tracey Ullman in the Trailer Tales   | Skip Westland       |
| 2003 | Recess: Taking the Fifth Grade       | Bob Spinelli (voz)  |
| 2003 | Recess: All Growed Down              | Papá de Gus (voz)   |
| 2005 | McBride: Anybody Here Murder Marty?  | Arnie               |
| 2007 | Lake Placid 2                        | Struthers           |
| 2008 | Ring of Death                        | Wheaton             |
| 2011 | The Craigslist Killer                | Dr. Janeway         |
| 2011 | Holiday Engagement                   | Roy Burns           |
| 2012 | Cupid, Inc.                          | Harvey Mitford      |
| 2012 | Blue Eyed Butcher                    | Dr. Sheffield       |
| 2012 | The Dark Knight Returns              | Anchor Ted (voz)    |

#### Videojuegos
| Año  | Título                             | Papel                                                                      |
| ---- | ---------------------------------- | -------------------------------------------------------------------------- |
| 2000 | Command & Conquer: Red Alert 2     | Presentador de noticias de la BBC / Presentador de noticias estadounidense |
| 2001 | Command & Conquer: Yuri's Revenge  | Voces adicionales                                                          |
| 2003 | Command & Conquer: Generals        | Presentador de noticias de la BBC / Presentador de noticias estadounidense |
| 2004 | Law &amp; Order: Justice is Served | Jack Foster / Henry Haskins                                                |
| 2005 | True Crime: New York City          |                                                                            |
| 2014 | Sunset Overdrive                   | Walter                                                                     |

### Como productor
| Año  | Título              | Notas       |
| ---- | ------------------- | ----------- |
| 1998 | Slappy y los sucios | Coproductor |